# 2020年東京オリンピックのウクライナ選手団
2020年東京オリンピックのウクライナ選手団（ウクライナ語: Україна на літніх Олімпійських іграх 2020、ラテン文字:Ukrayina na litnikh Olimpiysʹkykh ihrakh 2020）は、2021年7月23日から8月8日にかけて日本の首都東京で開催された2020年東京オリンピックのウクライナ選手団、およびその競技結果。

## メダル
| メダル | 選手名 | 競技                         | 種目                                    | 日付    |
| ------ | --- | ---------------------------- | --------------------------------------- | ------- |
| 金     | ジャン・ベレニュク | レスリング                   | 男子グレコローマンスタイル87kg級        | 8月4日  |
| 銀     | ムィハイロ・ロマンチュク | 競泳                         | 男子1500m自由形                         | 8月1日  |
| 銀     | パルビス・ナシボフ | レスリング                   | 男子グレコローマンスタイル67kg級        | 8月4日  |
| 銀     | アンジェリカ・テルリュガ | 空手                         | 女子組手55kg級                          | 8月5日  |
| 銀     | アナスタシア・チェトベリコワ リュドミラ・ルザン | カヌー                       | 女子スプリント・カナディアン（C-2）500m | 8月7日  |
| 銀     | オレクサンドル・ヒジュニャク | ボクシング                   | 男子ミドル級                            | 8月7日  |
| 銀     | オレーナ・スタリコワ | 自転車                       | 女子スプリント                          | 8月8日  |
| 銅     | ダリア・ビロディド | 柔道                         | 女子48kg級                              | 7月24日 |
| 銅     | イーゴリ・レイズリン | フェンシング                 | 男子エペ個人                            | 7月25日 |
| 銅     | オレーナ・コステビッチ オレフ・オメルチュック | 射撃                         | 混合団体10mエアピストル                 | 7月27日 |
| 銅     | ムィハイロ・ロマンチュク | 競泳                         | 男子800m自由形                          | 7月29日 |
| 銅     | エリナ・スビトリナ | テニス                       | 女子シングルス                          | 7月31日 |
| 銅     | アラ・チェルカソワ | レスリング                   | 女子フリースタイル68kg級                | 8月3日  |
| 銅     | マルタ・フィエディナ アナスタシア・サフチュク | アーティスティックスイミング | デュエット                              | 8月4日  |
| 銅     | イリーナ・コリアデンコ | レスリング                   | 女子フリースタイル62kg級                | 8月4日  |
| 銅     | リュドミラ・ルザン | カヌー                       | 女子スプリント・カナディアン（C-1）200m | 8月5日  |
| 銅     | スタニスラフ・ホルナ | 空手                         | 男子組手75kg級                          | 8月6日  |
| 銅     | ウラディスラワ・アレクシーワ マリナ・アレクシーワ マルタ・フィエディナ カテリナ・レズニク アナスタシア・サフチュク クセニア・シドレンコ エリザベータ・ヤフノ アリーナ・シンカレンコ | アーティスティックスイミング | チーム                                  | 8月7日  |
| 銅     | ヤロスラワ・マフチフ | 陸上                         | 女子走高跳                              | 8月7日  |

## 種目別選手

### アーチェリー
- 3名[1]

### ボクシング
- ミッコラ・ブッチェンコ（英語版）
  - フェザー級